# Đớp ruồi lam Malaysia
Cyornis turcosus là một loài chim trong họ Muscicapidae.